# Куниця Ада Іллівна
А́да Іллі́вна Куни́ця (1943—2005) — радянська і українська театральна режисерка.

## Життєпис
Народилась 1943 року в селі Верблюжка Новгородківського району Кіровоградської області.
1967-го закінчила Київський інститут театрального мистецтва (курс Володимира Скляренка).
Відтоді працювала в Першому українському театрі для дітей та юнацтва у Львові. Протягом 1983—1986 років — головний режисер. Здійснила постановки вистав у театрах Києва, Харкова та Черкас. Спільно з художницею Іриною Нірод вони творили вишукано- довершений світ театральної казковості.
Від 1994 року — провідний спеціаліст Міністерства культури і мистецтв України.
Працювала зокрема із Оленою Башею.
Померла 2005 року у Києві, похована у рідному селі.

## Творчість
Вистави:
- «Таня» Олександра Арбузова (1968),
- «Таланти і шанувальники» Олександра Островського (1973),
- «Вічно живі» Віктора Розова (1975),
- «Снігова королева» Євгена Шварца (1976),
- «За двома зайцями» Михайла Старицького (1980),
- «Сни Сімони Машар» Бертольда Брехта, Ліона Фейхтвангера (1984, вперше на українській сцені),
- «Усі миші люблять сир» Дюли Урбана (1985),
- «Кайдашева сім'я» Івана Нечуя-Левицького (1988),
- «Синіта» А. Дяченка (1991).

## Фільмографія
- «Дорога нікуди» (1992, 2-й режисер)